# 裸参り

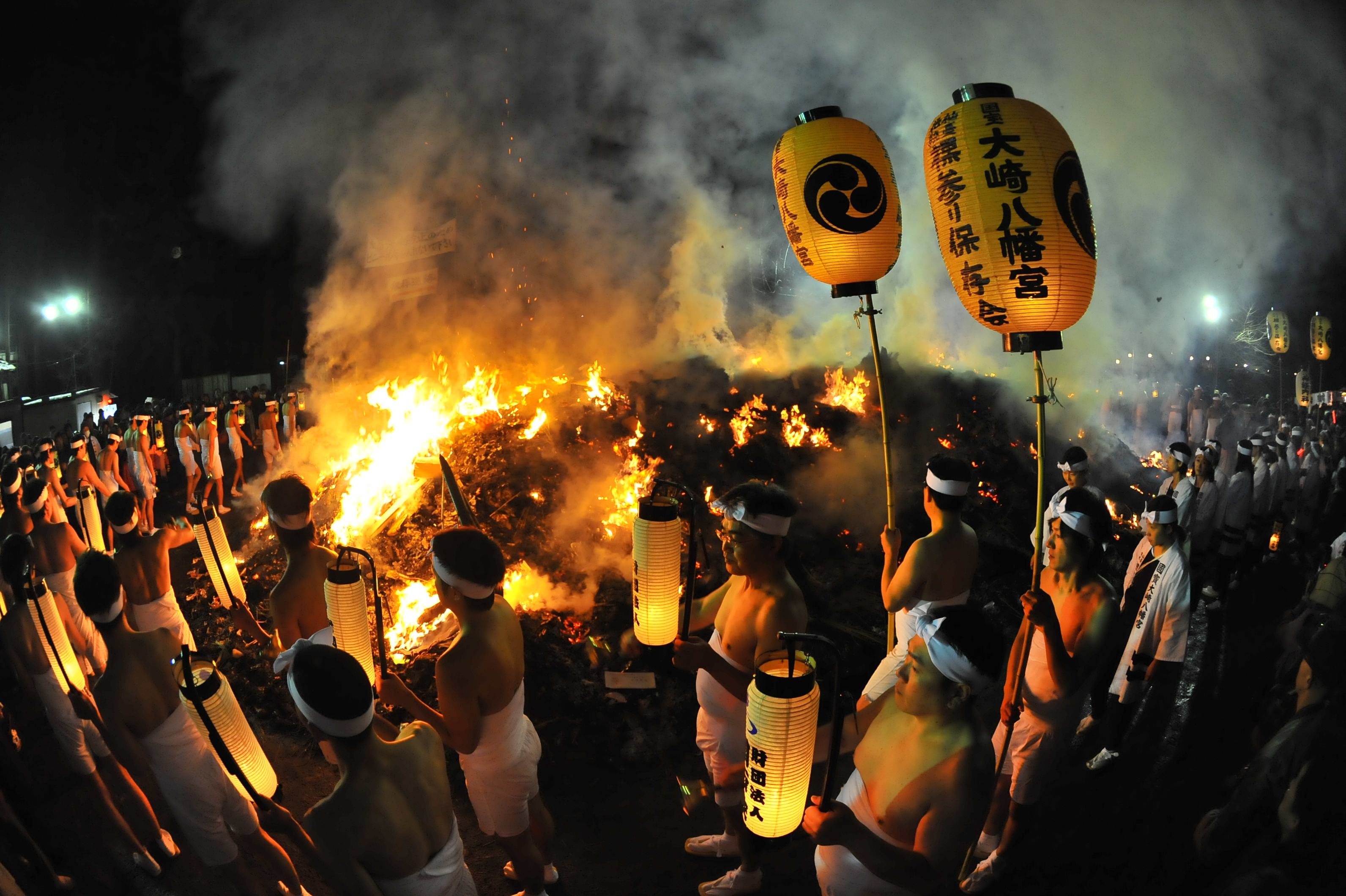
古くより伝わる仙台の大崎八幡宮松焚祭の裸参り

裸参り（はだかまいり）とは、晒（又は褌）に草履（又は草鞋）など軽微なものを身に着け裸に近い格好で神社などにお参りする年中行事のことである。現在はお参り先の多くが神社だが、かつてはお寺など神社以外の場所であったことも少なくない。

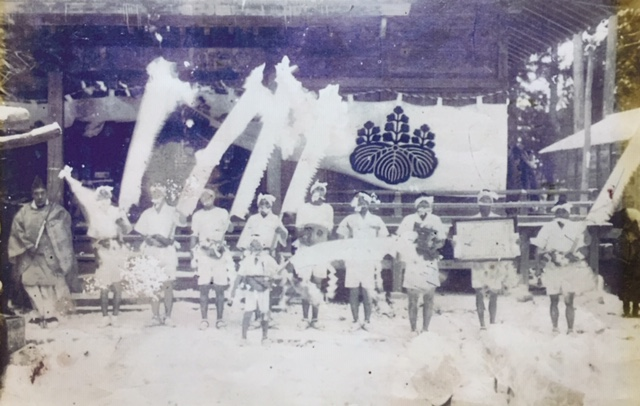
岩手県紫波町（旧志和町）志和神社　裸参り-戦前

## 裸参りと裸祭り
裸参りと裸祭りはよく混同され使われることが多いが、その境界線ははっきりしていない。　裸参りは12月中旬から1月中旬までの年神様をお迎えする年中行事に関連し実施されている伝統行事であることが多く、特に宮城県では1月14日あたりに集中している。　                         　　　　 
小正月に行われるどんと祭や牛越祭の裸参り・裸祭りは東日本に多く、夏祭り・秋祭りに裸祭りが行われるのは西日本と太平洋側の県に多いという地域的な棲み分けが見られる。       宮城県内では、大崎八幡宮のどんと祭で行われる裸参りが他地域にも広がった。　　　

## 裸参りの呼称
裸参りは、年代により地域により様々な呼び方で表現されてきた。

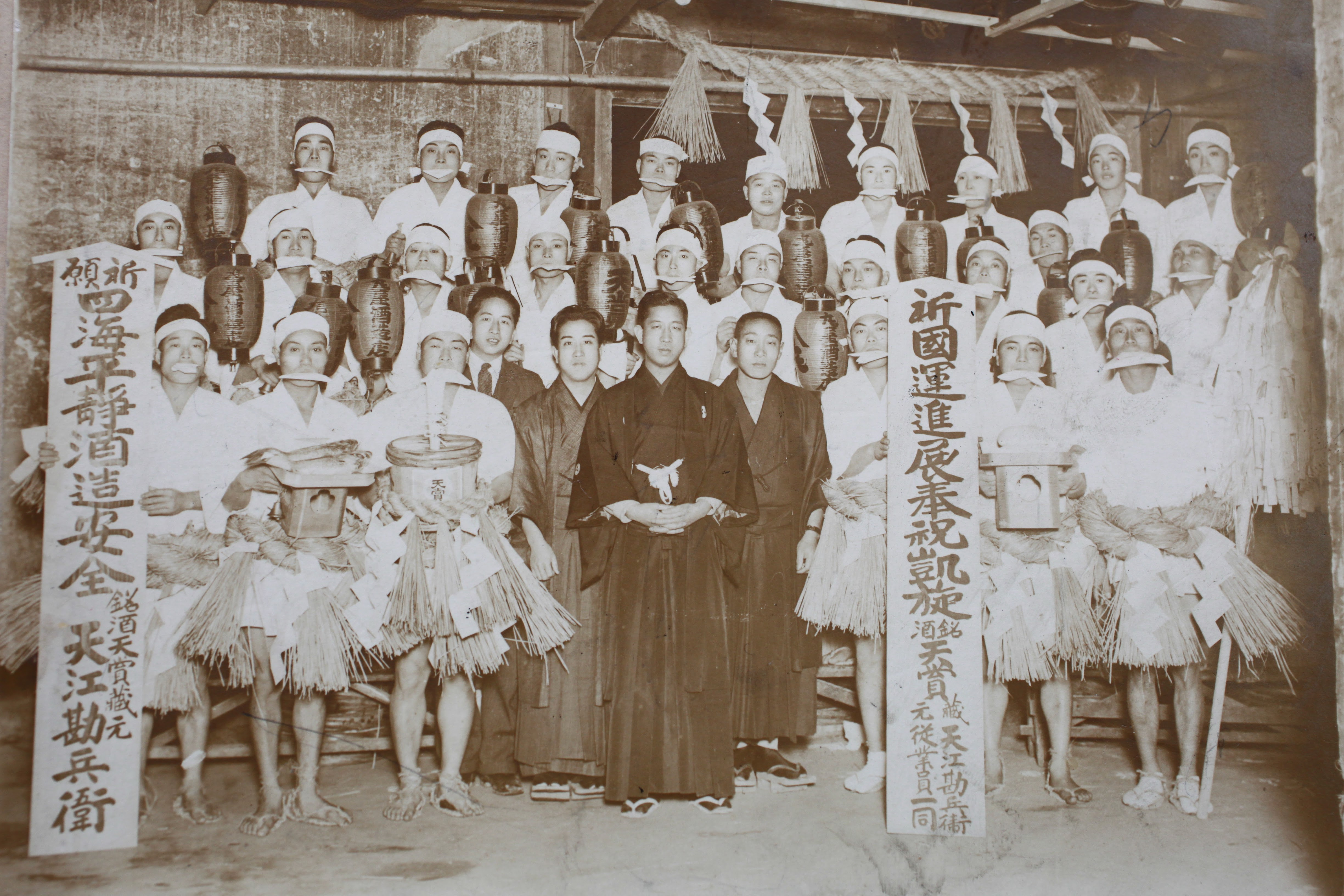
仙台天賞酒造の裸参り-1941

- あかつき参り
- 暁まいり（ex.福島県信夫山暁まいり）
- 暁詣（もう）で
- 寒行者
- 寒念仏
- 寒大神まゐり
- 寒念仏裸まゐり
- 寒詣で
- 寒垢離（かんごり）
- 寒大神まゐり
- 寒（かん）参り
- 神佛（仏）裸参り
- 白衣詣で
- 薄衣（うすぎ）參り
- 跣（はだし）まいり
- 跣足（はだし）参り
- はだし参り
- 裸体詣り
- 裸詣で
- はだか参り
- 裸参り

## 東北各地の裸参り[3]
括弧内に開催日を示す。

### 青森県
- 弘前市鬼沢字菖蒲沢鬼神社（1/25）
- 五所川原市飯詰（12/31）
- 五所川原市の前田野目（1/1）
- 深浦町岩崎地区（12/30）
- 五所川原市梅田地区（12/30）
- 平川市新山地区（1/1）
- 田舎館村八反田地区（1/1）
- 南津軽郡藤崎町常盤の常盤八幡宮
- 西津軽郡鯵ヶ沢町舞戸の正八幡宮
- 西津軽郡深浦町岩崎（新暦12／30）

### 秋田県
- 北秋田郡上小阿仁村沖田面（毎年２月第3日曜日）
- 仙北市西木町桧木内字松葉（毎年2月の第3日曜日）
- 南秋田郡八郎潟町一日市神社（1/1）
- 鹿角市土深井（隔年2月第3日曜日）
- 鹿角市十和田末広の土深井（どぶかい）（2/16）
- 由利本荘市本荘新山神社（1/19）
- 横手市雄物川町二井山湯殿山神社
- 能代市二ツ井町荷上場高岩神社（1/12）
- 湯沢市岩崎地域水神社（12/15　水神社初丑祭り）

### 岩手県
- 盛岡市【仙北虚空蔵堂（1/12），材木町酒買地蔵（1/11），北山の教浄寺（1/14），盛岡八幡宮（1/15），夕顔瀬町浅草観世音（1/18），桜山神社（1/26）】
- 紫波町志和八幡宮五元日祭（1/5）
- 八幡平市西根町平笠女裸参り（1/8）
- 雫石町三社座神社〜永昌寺（1/第3日曜）
- 遠野市小友町巌龍（いわたき）神社（2/28）
- 二戸市似鳥八幡神社サイトギ（旧暦1/6）
- 二戸市石切所呑香稲荷神社（1/2）
- 花巻温泉稲荷神社（1/1）
- 遠野市小友町（2/24）
- 釜石市八雲神社（1/20）
- 西和賀町湯之沢『長松垢離とり（ながまつこりとり）』裸まつり（旧暦12/12）
- 宮古市藤原比古神社（1/14）
- 宮古市横山八幡宮（1月15日）

蘇民祭
- 奥州市黒岩寺蘇民祭（旧暦正月7日～8日）
- 奥州市江刺伊手熊野神社蘇民祭（1月第3土曜日）
- 平泉町毛越寺蘇民祭（1/20　二十夜祭）
- 花巻市矢沢胡四王神社（1/2）
- 平泉町平泉達谷窟毘沙門堂鬼儺會（たっこくのいわやびしゃもんどうおにばらえ）（1/2-3）
- 一関市大東町興田神社蘇民祭（1月第2日曜日）
- 金ケ崎町おらが村の永岡蘇民祭（1月第4日曜日）
- 花巻市石鳥谷町光勝寺五大尊蘇民祭（旧正月6-7日）
- 奥州市水沢区鎮守府八幡宮加勢蘇民祭（旧正月1月8日）
- 一関市藤沢町長徳寺蘇民祭（3月第1日曜日）
- 花巻市大迫町早池峰神社蘇民祭（3/17）

### 山形県
- 尾花沢市延沢三日町愛宕神社（1/12）
- 酒田市飛鳥神社（1/5）
- 東田川郡庄内町千河原八幡神社「やや祭り」（1月15日に近い日曜日）
- 最上町お柴灯まつり（1／15の小正月近くの土曜日）
- 余目市千川原八幡神社（やや祭り）

### 福島県
- 双葉郡浪江町浪江神社（旧1/8：現在休止中）
- 柳津町福満虚空藏菩薩圓藏寺菊光堂　七日堂裸参り（1/7）

### 宮城県
- 仙台市青葉区大崎八幡宮（1/14、仙台裸参り）
- 仙台市青葉区青葉神社（1/14）
- 仙台市青葉区東照宮（1/14）
- 仙台市青葉区櫻岡大神宮（1/14）
- 仙台市若林区陸奥国分寺（1/14）
- 仙台市太白区蛸薬師舞台神社（1/14）
- 仙台市太白区多賀神社（1/14）
- 仙台市泉区加茂神社（1/14）
- 塩釜市塩釜神社（1/14）
- 岩沼市竹駒神社（1/14）
- 石巻市羽黒山鳥屋神社（1/7）
- 石巻市大島神社（1/7）
- 石巻市祇園八坂神社（1/14）
- 大崎市古川祇園八坂神社（1/14）
- 角田市諏訪神社（1/14）
- 角田市天神社（1/14）
- 白石市神明社（1/14）
- 蔵王町刈田嶺神社「暁参り」（1/14）
- 栗原市瀬峰町瀬峰八幡神社（1/14）
- 栗原市築館通大寺（1/14）
- 加美郡色麻町伊達神社（1/14）
- 登米市迫町佐沼津島神社（1/14）
- 加美郡宮崎八幡神社「柳沢の焼け八幡」火伏祈願の祭り（1/11-12）
- 登米市東和町若草神社（1/14）
- 松島町高城紫神社（1/14）
- 大崎市三本木八坂神社（1/14）
- 大崎市古川新堀新堀八幡神社（1/14）
- 遠田郡美里町山神社（1/14）
- 大和町吉岡吉岡八幡神社（1/14）

## 東北地方以外の裸参り
- 新潟県北蒲原郡安田八幡宮の裸参り（小正月祭）
- 新潟県南魚沼市の浦佐毘沙門堂の裸押し合い（修正会　3/3）
- 愛知県美浜町野間神社の裸参り（歳旦祭）
- 静岡県伊東市新井神社の裸祭り（1/6・7）
- 大阪四天王寺のどやどや （修正会　1月上旬）
- 岡山市西大寺（修正会の裸祭り、2月第1土・日）
- 広島県三原市久井町稲生神社の裸祭り（旧暦1月14日に近い土・日）
- 福岡県大川市風浪宮「裸ん行」（2／8）

## 仙台裸参り
仙台裸参りは、藩政時代末期（1850年以降）より前には始められていたと考えられる。仙台の酒蔵酒造りには古くより南部杜氏（三大杜氏のひとつ）が大きくかかわってきた。岩手県において裸参りを継承してきた紫波町青年団によると、この南部杜氏が地元で裸参りを行っていた。この神事が杜氏として訪れた仙台の地で伝播され現在の仙台裸参りに至ったと言われている。　　　　　　　　　　　　　　　　　　　　　　　　　　　　　　　
また、仙台裸参りは全国で初めて大崎八幡宮が松焚祭（どんと祭）と裸参りを1月14日に行ったことから、広く県下に広まったとされる。そのため、宮城県下に限っては裸参りに実施日は1月14日に集中している。